# Torre Digitel
La Torre Digitel es un rascacielos de oficinas ubicado en el sector La Castellana del Municipio Chacao en Caracas, Venezuela. Es la sede de la empresa de telefonía móvil Digitel, tiene 118 metros de altura y posee 25 pisos. La construcción de la torre comenzó en 2007 y finalmente fue inaugurada en 2010. 
Originalmente se iba llamar "Centro Empresarial la Castellana". Se encuentra ubicada en una de las zonas comerciales más importantes de la ciudad de Caracas y representa un ejemplo arquitectónico muy popular debido a su estructura formada de acero y concreto y una fachada acristalada con franjas azules y blancas y una abertura en el centro parecida a una especie de balcón. La Torre Digitel ha sido uno de los pocos rascacielos construidos en la ciudad capital en los últimos años.